# Pterygota schweinfurthii
Pterygota schweinfurthii är en malvaväxtart som beskrevs av Adolf Engler. Pterygota schweinfurthii ingår i släktet Pterygota och familjen malvaväxter. Inga underarter finns listade i Catalogue of Life.